# William Daniel Brayton

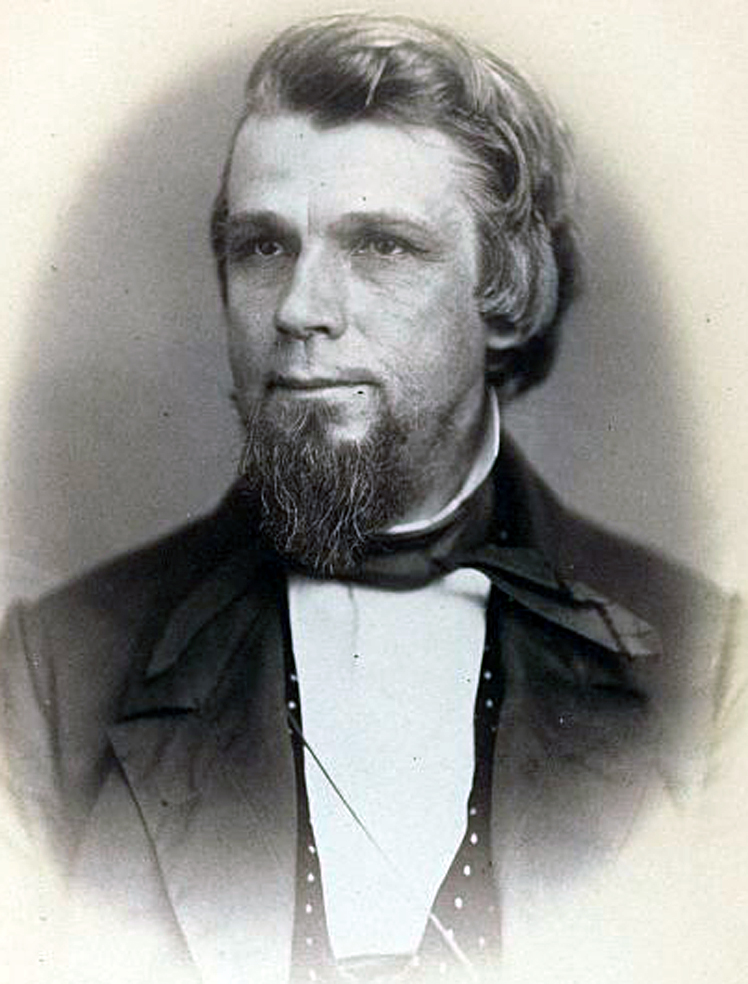
William Daniel Brayton

William Daniel Brayton (* 6. November 1815 in Warwick, Rhode Island; † 30. Juni 1887 in Providence, Rhode Island) war ein US-amerikanischer Politiker. Zwischen 1857 und 1861 vertrat er den zweiten Wahlbezirk des Bundesstaates Rhode Island im US-Repräsentantenhaus.

## Werdegang
William Brayton besuchte die Kent Academy in East Greenwich und die Kingston Academy. Danach studierte er zwei Jahre lang an der Brown University in Providence. Nach seiner Schul- und Studienzeit war Brayton im Handel tätig. Er war auch Mitglied der Miliz von Rhode Island und wurde 1842 während des Dorr-Aufstandes, bei dem es um Wahlrechtsänderungen ging, Major. Im Jahr 1844 wurde Brayton Mitglied des Stadtrates von Warwick.
1841 und 1851 wurde er jeweils in das Repräsentantenhaus von Rhode Island gewählt; 1848 und 1853 schaffte er den Einzug in den Staatssenat. Dann trat er der 1854 gegründeten Republikanischen Partei bei. Als deren Kandidat wurde er 1856 im zweiten Distrikt von Rhode Island in das US-Repräsentantenhaus gewählt, wo er am 4. März 1857 Benjamin Babock Thurston ablöste. Nach einer Wiederwahl im Jahr 1858 konnte Brayton bis zum 3. März 1861 zwei Legislaturperioden im Kongress absolvieren. Von 1859 bis 1861 war er Vorsitzender des Ausschusses zur Überwachung der Ausgaben für staatliche Liegenschaften. Bei den Wahlen des Jahres 1860 verlor Brayton gegen George H. Browne.
Zwischen 1862 und 1871 leitete Brayton die Steuerbehörde im zweiten Finanzbezirk von Rhode Island. Im Jahr 1872 war er Delegierter zur Republican National Convention in Philadelphia, auf der Präsident Ulysses S. Grant für eine zweite Amtszeit nominiert wurde. Danach arbeitete er als Abteilungsleiter in der Postverwaltung der Stadt Providence. Dort starb William Brayton im Juni 1887.